# Tyrion Lannister
Tyrion Lannister, också känd under smeknamnet Halvman är en karaktär i bokserien Sagan om is och eld och TV-serien Game of Thrones, som baseras på böckerna. Han spelas av Peter Dinklage och är författaren George R. R. Martins favoritkaraktär.
Tyrion är en intelligent kortväxt man i 30-årsåldern. Han älskar att dricka vin och ha sexuellt umgänge med prostituerade. Tyrion är mycket kritisk mot sin egen släkt, speciellt sin far, Tywin Lannister, som är besviken över honom och nästintill betraktar honom som en oäkting p.g.a. hans storlek och utseende. I böckerna är Tyrion groteskt ful, med förvridna ben, ett grönt och ett svart öga, samt en blandning av blont och svart hår. Efter slaget vid "Blackwater Bay" saknar han även en näsa. Tyrions mor Joanna Lannister dog när hon födde honom, och detta är en stor anledning till att hans far hatar honom. Tyrion är relativt godhjärtad och har en viss moral, speciellt när han konfronterar sin sadistiska tyrann till systerson Joffrey.